# Krzysztof Mądel
Krzysztof Mądel (ur. 5 września 1966 w Tarnowie) – polski jezuita, filozof, teolog moralista, etyk rynku i demokracji, publicysta, grafik i malarz.

## Życiorys
Syn Józefa i Ireny z d. Sarad, pochodzi ze wsi Zalasowa. Do nowicjatu Towarzystwa Jezusowego wstąpił 19 sierpnia 1985 w Starej Wsi. W 1990 ukończył studia na wydziale filozoficznym Akademii Ignatianum w Krakowie. Pracował w redakcji Posłańca Serca Jezusowego. W latach 1992–1995 studiował teologię w Collegium Bobolanum w Warszawie. Od 1995-1997 studiował teologię moralną na Papieskim Uniwersytecie Gregoriańskim w Rzymie. Święcenia kapłańskie z rąk kardynała Macharskiego przyjął w 1996 roku.
Rozpoczął pisanie rozprawy doktorskiej pod kierownictwem Stanisława Obirka o wpływie Arystotelesa na naukę Kościoła. Pełnił funkcję sekretarza, a następnie dyrektora (2005-2006) Centrum Kultury i Dialogu w Krakowie. Związany z Centrum im. Mirosława Dzielskiego.
Organizował spotkania „Pojednanie z agentem”, mówił o potrzebie przebaczenia byłym współpracownikom SB, a po publikacji książki Księża wobec bezpieki w 2006 roku poparł wraz z Andrzejem Miszkiem księdza Tadeusza Isakowicza-Zaleskiego w sporze o lustrację w Kościele i wezwał do lustracji w zakonie jezuitów. W konsekwencji otrzymał zakaz wypowiadania się w mediach w sprawie lustracji oraz został karnie przeniesiony do Kłodzka. Po odbytej trzeciej probacji nie otrzymał zgody na złożenie ostatnich ślubów. Następnie przeniesiony do Nowego Sącza gdzie został zaatakowany i oskarżony o kalanie własnego gniazda. Komentuje katastrofę smoleńską. Z całej siły odepchnął agresywnego współbrata.
Kapelan w Szpitalu Uniwersyteckim w Krakowie.

## Wybrane publikacje
- Bóg z nami (t. 1-2, Kraków 1994) – autor ilustracji
- Duchowość ignacjańska w zarysie (Łódź 1994) – autor publikacji
- Krzysztof Mądel: Nowa konstytucja europejska w świetle katolickiej nauki społecznej. Centrum Kultury i Dialogu, 2003-07-30. [dostęp 2015-01-20].
- Szczypta optymizmu Katolicka myśl społeczna dla niewtajemniczonych. Warszawa: Więź, 1998, s. 176, seria: Teologia na Co Dzień. ISBN 978-83-85124-44-3. [dostęp 2017-02-07].
- Duchowość Jezuitów w zarysie. Gdynia: Centrum Arrupe, 2002, seria: Duchowość Ignacjańska. ISBN 83-907630-4-4. Brak numerów stron w książce
- Pogadanki radiowe o katolickiej nauce społecznej